# Rami Kooti Arab
Rami Kooti Arab (Alkmaar, 22 februari 2005) is een Nederlands acteur. Hij speelde in diverse films en series, waaronder Zeven kleine criminelen, Brugklas en Sphinx.

## Levensloop
In maart 2019 had Rami Kooti Arab zijn acteerdebuut in Zeven kleine criminelen waar hij een van de hoofdrollen in vertolkte, die een Gouden Kalf voor Beste Televisiedrama heeft gewonnen. Ook is Zeven kleine criminelen genomineerd voor een Zilveren Nipkowschijf.
Sinds augustus 2020 vertolkt Kooti Arab het personage Farid in de jeugdserie Brugklas, verschijnt als de hoofdrol Majid in de Engels- en Farsitalige korte film English Breakfast en vertolkt een bijrol in de tragikomische dramaserie Hoe mijn keurige ouders in de bak belandden.

## Filmografie

### Film
- 2020: English Breakfast, als Majid
- 2022: Bezorgd, als Izem
- 2025: En we vliegen door de dagen, als Stan

### Televisie
- 2019: Zeven kleine criminelen, als Wahid
- 2020: Brugklas, als Farid
- 2021: Hoe mijn keurige ouders in de bak belandden, als Sabir
- 2021: Zapp detective: Politie Alert, als zichzelf
- 2022: Wadoeje, als Amir
- 2022: De regels van Floor, als leuke jongen
- 2022: Sihame, als Flesje
- 2023: Pestvlogs, als Rayan
- 2023: En nu ben ik verliefd, als Moker
- 2024: Flikken Maastricht, als Namir Agha
- 2024: Sphinx, als Sammy Parsa

## Discografie
| Lied                  | Verschijnen  | Album | Hitlijsten   | Hitlijsten   |
| Lied                  | Verschijnen  | Album | NL (Top 100) | NL (Top 100) |
| Lied                  | Verschijnen  | Album | Piek         | Weken        |
| --------------------- | ------------ | ----- | ------------ | ------------ |
| Vijfzes (met Alessio) | 4 maart 2022 | —     | 58           | 3            |